# Theodor Habicht

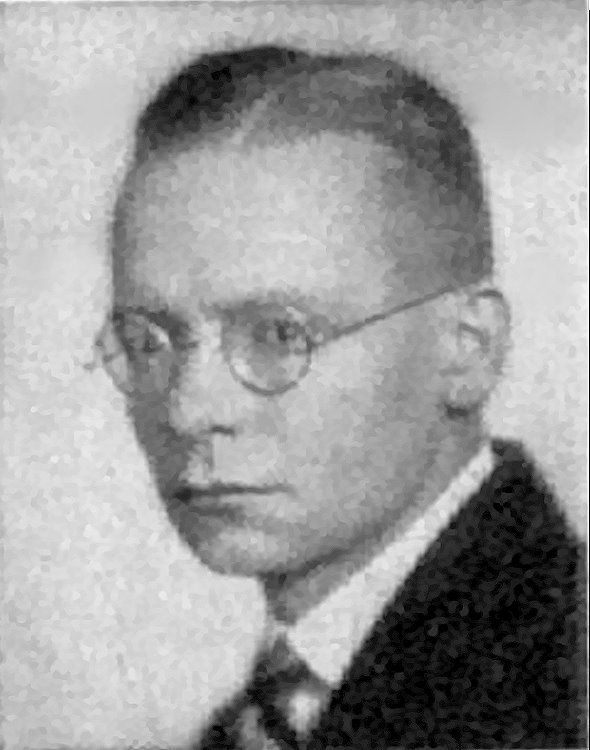
Theodor Habicht (1933)

Theodor August Otto Wilhelm Habicht (* 4. April 1898 in Wiesbaden; † 31. Januar 1944 in Newel (Pskow)) war ein deutscher Politiker (NSDAP). Er war von 1937 bis 1938 Oberbürgermeister von Wittenberg und 1939 von Koblenz sowie Mitglied des Reichstags. Habicht gilt als wichtigster Drahtzieher des Juliputsches der Wiener SS-Standarte 89, bei dem der österreichische Bundeskanzler Engelbert Dollfuß am 25. Juli 1934 ermordet wurde.

## Leben
Habicht, Sohn eines Schriftsetzers, wechselte nach dem Besuch der Mittelschule in Wiesbaden 1908 auf das dortige reformierte Realgymnasium. 1910 zog er mit seinen Eltern nach Berlin, erwarb im September 1914 die mittlere Realschulreife und begann eine kaufmännische Ausbildung.
Am 2. November 1915 meldete sich Habicht im Alter von 17 Jahren freiwillig zum Militär, wo er in das Feld-Artillerie-Regiment 74 kam, das im Februar 1916 an die Westfront verlegt wurde. Im Februar 1917 wurde er in das Feld-Artillerie-Regiment 500 nach Italien versetzt, wo er im Dezember 1917 verunglückte. Seine Verletzungen heilte er bis Januar 1918 im Lazarett aus und wurde dann zum Fuß-Artillerie-Regiment 129 an die Westfront verlegt. Durch die Demobilisierung am 4. Januar 1919 kehrte er mit dem Eisernen Kreuz 2. Klasse ausgezeichnet als Leutnant der Reserve nach Berlin zurück, wo er deutsch-nationalistisches Gedankengut kennenlernte, und begab sich 1920/21 zurück nach Wiesbaden. Dort wurde er kaufmännischer Angestellter und heiratete am 20. Mai 1922 Margarethe Meyer. Er führte daraufhin ein bürgerliches Leben und wurde in einem Warenhaus Abteilungsleiter für Parfümerieartikel.
Anfänglich war Habicht Marxist und Mitglied der kommunistischen Partei, trat aber zum 29. Juli 1926 in die NSDAP ein (Mitgliedsnummer 41.305). Im April 1927 wurde er stellvertretender Ortsgruppenleiter der NSDAP in Wiesbaden. Im Juli 1927 gab Habicht seine kaufmännische Anstellung auf, gründete die Wochenzeitschrift Nassauer Beobachter und im Dezember 1927 als dessen Ableger den Pfälzer Beobachter, der zum offiziellen Organ des Gaues wurde. Aufgrund von Vergehen gegen das Pressegesetz wurde Habicht zu 200 RM Geldstrafe verurteilt. Er rechtfertigte sein Vergehen im Nassauer Beobachter. Habicht wurde bald Ortsgruppenleiter der NSDAP Wiesbaden und gehörte ab dem 20. Mai 1928 dem Stadtparlament von Wiesbaden an. 1930 zog Habicht in den Provinziallandtag Hessen-Nassau ein und war daneben im evangelischen Landeskirchentag Nassau vertreten. Aufgrund innerparteilicher Auseinandersetzungen erfolgte am 11. Juni 1930 die Umbenennung des Nassauer Beobachter in Rheinwacht; die Zeitung meldete am 20. Juni 1931 Insolvenz an.
Am 21. Juli 1931 flüchtete Habicht zunächst vor den Folgen des Bankrotts und wurde Landesinspekteur der NSDAP in Österreich. Mit dem Einzug in den deutschen Reichstag am 16. September 1931 fiel Habicht unter die Immunitätsregelung für Parlamentarier. Auf Wunsch Adolf Hitlers setzte Habicht seine Arbeit in Österreich weiter fort. Der Rücktritt des damaligen österreichischen Bundeskanzlers Karl Buresch wurde Habicht als Erfolg angerechnet. Nach einem Anschlag auf Richard Steidle durch deutsche Nationalsozialisten am 11. Juni 1933 wurde Habicht des Landes verwiesen. Habicht unterstützte nach dem niedergeschlagenen Februaraufstand der Sozialdemokraten den mit nationalsozialistischer Hilfe aus dem Gefängnis entwichenen und nach Deutschland geflohenen Richard Bernaschek. Bureschs Nachfolger, Engelbert Dollfuß, versuchte die wachsende Macht der Nationalsozialisten durch Einschnitte zu verhindern. Daraufhin wurde der Plan gefasst, Dollfuß zu beseitigen. Das Attentat gelang, der nationalsozialistische Putsch schlug jedoch fehl. Habicht wurde seiner nationalsozialistischen Ämter enthoben, fiel bei Hitler in Ungnade und verschwand zunächst in der Versenkung.
Das Hauptamt für Kommunalpolitik bei der Reichsleitung der NSDAP hatte 1936 Interesse daran, Habicht in kommunale Dienste zu übernehmen. In der Folge wurde er Oberbürgermeister in Wittenberg. 1938, während seiner Amtszeit, wurden die Gemeinden Teuchel und Labetz angeschlossen. Nachträglich wurde der Beschluss des Magistrats von 1922, dass Wittenberg offiziell die Bezeichnung „Lutherstadt Wittenberg“ führen solle, ministeriell genehmigt. Das Amt hatte er bis Juli 1939 inne.
Auf Drängen des Oberpräsidenten der Rheinprovinz Josef Terboven und Gauleiter Gustav Simon musste der Koblenzer Oberbürgermeister Otto Wittgen am 20. März 1939 in den Ruhestand treten. Die NSDAP bestimmte Habicht zum Nachfolger, der seit 4. Juli 1939 kommissarisch im Amt war. Nach seiner Mobilisierung am 27. August rückte er zur Wehrmacht ein. Hier kam er zunächst in das 1. Feldersatzbataillon, Abteilung 14 in Oschatz/Sachsen. Er wurde zwar im Oktober 1939 beurlaubt, um das Amt des Oberbürgermeisters in Koblenz annehmen zu können. Stattdessen bewarb er sich im Herbst 1939 um eine Stelle im Auswärtigen Amt in Berlin, wo ihn Hitler zum Unterstaatssekretär und Leiter der Informations-, Presse- und Rundfunkabteilung ernannte. Zugleich war er damit Leiter der Deutschen Informationsstelle. Die Koblenzer lösten daraufhin sein Anstellungsverhältnis als Oberbürgermeister im Dezember 1939 auf.
Im September 1940 ging Habicht wieder zum Militär, wo er dem Infanterie-Regiment 27 zugeordnet wurde. Bei Kampfhandlungen in der Nähe des Flüsschens Pola am 12. September 1941 wurde er verwundet. Er kurierte diese Verletzungen im Reservelazarett III in Königsberg, dem Reservelazarett 123 Berlin-Zehlendorf und dem Reservekurlazarett Bad Reichenhall bis zum 4. Dezember 1941 aus. Im Frühjahr 1942 kehrte er wieder zur kämpfenden Truppe als Kompaniechef zurück, wurde im Februar 1943 zum Hauptmann befördert und erhielt das Eiserne Kreuz 1. Klasse. Er wurde im Herbst 1943 zum Bataillonsführerlehrgang geschickt und wurde am 25. November 1943 Bataillonskommandeur in der 83. Infanterie-Division.
Bei Kampfhandlungen dieser Division fiel Habicht am 31. Januar 1944, vermutlich im Gebiet um Newel. Die Beförderung zum Major erfolgte postum.

## Publikationen
- Wider den Unstaat! Gesammelte Reden und Aufsätze, Leipzig 1930.
- Das Dienstbuch der NSDAP, Linz 1932.
- Kampf um Österreich, Vortrag vom 12. Mai 1933, Universität Graz, Wien 1933.
- Mit uns ist Gott im Bunde, Vortrag 1933.
- Volkswahl in Deutschland, Standrecht in Österreich, Vortrag 1933.